# Tony Lovink

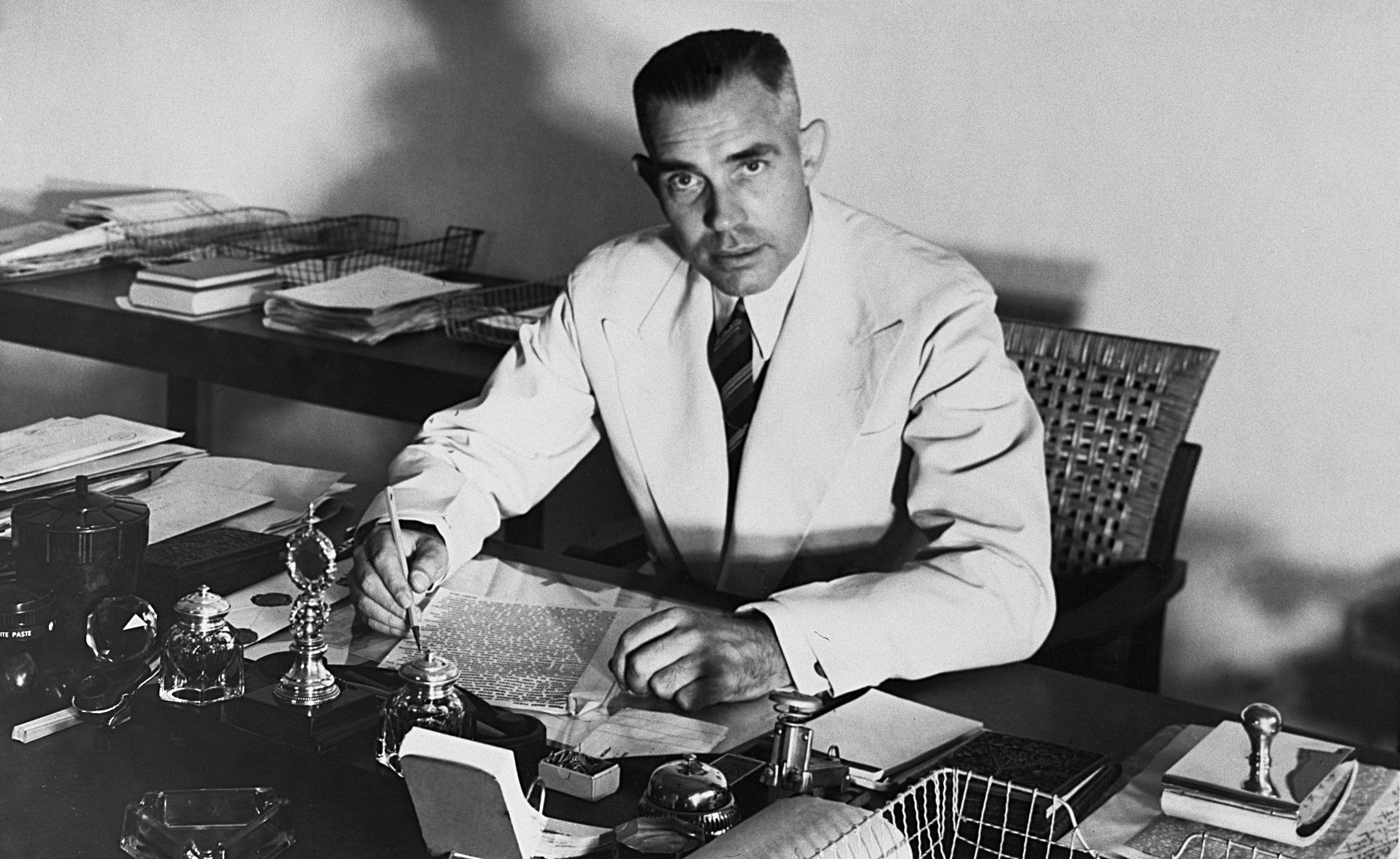
Tony Lovink in 1947

Antonius Hermanus Johannes Lovink (Tony)  (Den Haag, 12 juli 1902 - Ottawa (Canada), 27 maart 1995) was een zoon van christelijk-historisch Tweede Kamerlid Hermanus Johannes Lovink die tevens burgemeester van Alphen was.
In mei 1942 kwam hij samen met ir J. Warners uit het door Japan bezette Nederlands-Indië in Londen aan. Lovink werd secretaris-generaal van het Departement van Algemene Oorlogvoering van de Nederlandse regering in ballingschap, Warners werd raad-adviseur.
Lovink werd na een diplomatieke en ambtelijke carrière in mei 1949 als opvolger van Beel Hoge Vertegenwoordiger van de Kroon in Nederlands-Indië. Hij trad in die functie niet altijd even gelukkig op en bleef na de soevereiniteitsoverdracht in december 1949 niet in Indonesië, zoals aanvankelijk wel de bedoeling was. Hij werd ambassadeur in Canada, waar hij ook deken van het Corps Diplomatique was, en Australië, en in 1960 wederom in Canada. Daar bleef hij ook wonen.